# Rhabdodontidae
De Rhabdodontidae zijn een groep plantenetende ornithischische dinosauriërs, behorend tot de Euornithopoda.
In 2003 benoemde en definieerde David Weishampel een klade Rhabdodontidae als de groep bestaande uit de laatste gemeenschappelijke voorouder van Zalmoxes robustus en Rhabdodon priscus; en al diens afstammelingen.
Weishampel plaatste de Rhabdodontidae, vermoedelijk abusievelijk, in een kladogram als een zustergroep van de Iguanodontia. Paul Sereno bracht daar in 2005 tegenin dat volgens de gebruikelijke definitie van de Iguanodontia, die van hemzelf, ook de rhabdodontiden iguanodontiërs waren. Daarbij zouden door een definitie als nodusklade soorten uit juist de tak die Weishampel wilde aanduiden, buiten de definitie kunnen vallen. Sereno gaf dat jaar dus een andere definitie van het begrip, als de groep bestaande uit Rhabdodon priscus Matheron 1869 en alle soorten nauwer verwant aan Rhabdodon dan aan Parasaurolophus walkeri Parks 1922.
De groep bestaat voor zover bekend uit kleine tot middelgrote, facultatief viervoetige, vormen uit het Santonien, Campanien en Maastrichtien van Europa. Behalve Rhabdodon en Zalmoxes behoort ook Mochlodon tot de Rhabdodontidae. In sommige analyses is ook Muttaburrasaurus uit Australië een rhabdodontide. Indien deze vorm buiten beschouwing gelaten wordt, hebben de Rhabdodontidae een zeer lange verborgen afstammingslijn van zo'n vijfenzeventig tot tachtig miljoen jaar daar andere basale iguandontiërs kennelijk al direct na het Jura uitstierven.
In 2016 werden uit Spanje resten van een vroege soort op de afstammingslijn beschreven en in het kader daarvan werd een ruimere Rhabdodontomorpha benoemd dat al per definitie Muttaburrasaurus omvatte.